# Acianthera
Acianthera је род, из породице орхидеја Orchidaceae. Пореклом из тропских крајева западне хемисфере, посебно Бразил. Први пут је описан 1842. године али није широко прихваћена све донедавно. Већина врста раније стављена под Pleurothallis подрод Acianthera. Ово раздвајање је резултат недавног ДНК секвенцирања.

## Врсте
- Acianthera aberrans
- Acianthera aculeata
- Acianthera acuminatipetala (A.Samp.) Luer, Monogr. Syst. Bot. Missouri Bot. Gard. 95: 253. 2004
- Acianthera adamantinensis (Brade) F.Barros, Bradea 8(43): 294 (2002).
- Acianthera adiri (Brade) Pridgeon & M.W.Chase, Lindleyana 16(4): 241 (2001).
- Acianthera aechme
- Acianthera agathophylla (Rchb.f.) Pridgeon & M.W.Chase, Lindleyana 16(4): 241 (2001).
- Acianthera alborosea (Kraenzl.) Luer, Monogr. Syst. Bot. Missouri Bot. Gard. 95: 253. 2004
- Acianthera alligatorifera
- Acianthera angustifolia
- Acianthera angustisepala
- Acianthera antennata
- Acianthera aphthosa (Lindley) Pridgeon & M.W.Chase, Lindleyana 16(4): 242 (2001).
- Acianthera asaroides
- Acianthera auriculata
- Acianthera aurantiolateritia (Speg.) Pridgeon & M.W.Chase, Lindleyana 16(4): 242 (2001).
- Acianthera aveniformis (Hoehne) C.N.Gonç. & Waechter, Hoehnea 31: 114 (2004).
- Acianthera bicarinata (Lindley) Pridgeon & M.W.Chase, Lindleyana 16(4): 242 (2001).
- Acianthera biceps
- Acianthera bicornuta (Barb.Rodr.) Pridgeon & M.W.Chase, Lindleyana 16(4): 242 (2001).
- Acianthera bidentula (Barb.Rodr.) Pridgeon & M.W.Chase, Lindleyana 16(4): 242 (2001).
- Acianthera bidentata
- Acianthera binotii (Regel) Pridgeon & M.W.Chase, Lindleyana 16(4): 242 (2001).
- Acianthera bissei
- Acianthera bohnkiana Campacci & Baptista, (2004).
- Acianthera boliviana
- Acianthera brachiloba (Hoehne) Pridgeon & M.W.Chase, Lindleyana 16(4): 242 (2001).
- Acianthera bragae (Ruschi) F. Barros, Hoehnea 30(3): 183 (2003).
- Acianthera breviflora
- Acianthera butcheri
- Acianthera cabiriae
- Acianthera caldensis
- Acianthera capanemae (Barb.Rodr.) Pridgeon & M.W.Chase, Lindleyana 16(4): 242 (2001).
- Acianthera caparaoensis (Brade) Pridgeon & M.W.Chase, Lindleyana 16(4): 242 (2001).
- Acianthera capillaris
- Acianthera carinata
- Acianthera casapensis (Lindley) Pridgeon & M.W.Chase, Lindleyana 16(4): 242 (2001).
- Acianthera cerberus
- Acianthera chamelopoda
- Acianthera chionopa
- Acianthera chrysantha
- Acianthera ciliata
- Acianthera circumplexa
- Acianthera cogniauxiana
- Acianthera compressicaulis
- Acianthera consatae
- Acianthera consimilis (Ames) Pridgeon & M.W.Chase, Lindleyana 16(4): 243 (2001).
- Acianthera cordatifolia
- Acianthera costabilis
- Acianthera crassilabia
- Acianthera cremasta
- Acianthera crinita (Barb.Rodr.) Pridgeon & M.W.Chase, Lindleyana 16(4): 243 (2001).
- Acianthera cristata (Barb.Rodr.) Luer, Monogr. Syst. Bot. Missouri Bot. Gard. 95: 253. 2004
- Acianthera cryptantha
- Acianthera cryptophoranthoides (Loefgr.) F.Barros, Hoehnea 30(3): 185. 2003 [30 Dec. 2003]
- Acianthera decipiens
- Acianthera decurrens
- Acianthera deserta
- Acianthera discophylla (Luer & Carnevali) Luer, Monogr. Syst. Bot. Missouri Bot. Gard. 95: 253. 2004
- Acianthera duartei (Hoehne) Pridgeon & M.W.Chase, Lindleyana 16(4): 243 (2001).
- Acianthera dutrae
- Acianthera ellipsophylla
- Acianthera erebatensis
- Acianthera erosa
- Acianthera erythrogramma
- Acianthera esmeraldae
- Acianthera exarticulata (Barb.Rodr.) Pridgeon & M.W.Chase, Lindleyana 16(4): 243 (2001).
- Acianthera exdrasii
- Acianthera eximia
- Acianthera fabiobarrosii (Borba & Semir) F.Barros & F.Pinheiro, Bradea 8(48): 329 (2002).
- Acianthera fecunda
- Acianthera fenestrata
- Acianthera fockei (Lindley) Pridgeon & M.W.Chase, Lindleyana 16(4): 243 (2001).
- Acianthera fornograndensis
- Acianthera freyi
- Acianthera fumioi
- Acianthera garciae
- Acianthera geminicaulina
- Acianthera glanduligera (Lindley) Luer, Monogr. Syst. Bot. Missouri Bot. Gard. 95: 253. 2004
- Acianthera glumacea (Lindley) Pridgeon & M.W.Chase, Lindleyana 16(4): 243 (2001).
- Acianthera gracilisepala (Brade) Luer, Monogr. Syst. Bot. Missouri Bot. Gard. 95: 253. 2004
- Acianthera granitica
- Acianthera guimaraensii (Brade) F.Barros, Bradea 8(43): 294 (2002).
- Acianthera hamata
- Acianthera heliconioides
- Acianthera heliconiscapa (Hoehne) F.Barros, Bradea 8(43): 294 (2002).
- Acianthera henrici
- Acianthera heringeri (Hoehne) F.Barros, Hoehnea 30(3): 185. 2003
- Acianthera herrerae
- Acianthera herzogii
- Acianthera heteropetala
- Acianthera hirsutula
- Acianthera hoffmannseggiana (Rchb.f.) F.Barros, Hoehnea 30(3): 186. 2003
- Acianthera hondurensis (Ames) Pridgeon & M.W. Chase
- Acianthera hygrophila
- Acianthera hystrix
- Acianthera javieri
- Acianthera johannensis (Barb.Rodr.) Pridgeon & M.W.Chase, Lindleyana 16(4): 244 (2001).
- Acianthera johnsonii
- Acianthera jordanensis
- Acianthera juxtaposita
- Acianthera kegelii
- Acianthera klotzschiana (Rchb.f.) Pridgeon & M.W.Chase, Lindleyana 16(4): 244 (2001).
- Acianthera krahnii
- Acianthera lamia
- Acianthera lanceana (G.Lodd.) Pridgeon & M.W.Chase, Lindleyana 16(4): 244 (2001).
- Acianthera langeana
- Acianthera leptotifolia (Barb.Rodr.) Pridgeon & M.W.Chase, Lindleyana 16(4): 244 (2001).
- Acianthera lepidota
- Acianthera limae (Porto & Brade) Pridgeon & M.W.Chase, Lindleyana 16(4): 244 (2001).
- Acianthera litensis
- Acianthera lojae
- Acianthera luteola (Lindley) Pridgeon & M.W.Chase, Lindleyana 16(4): 244 (2001).
- Acianthera macropoda (Barb.Rodr.) Pridgeon & M.W.Chase, Lindleyana 16(4): 244 (2001).
- Acianthera macuconensis (Barb.Rodr.) F.Barros, Hoehnea 30(3): 186. 2003
- Acianthera maculiglossa
- Acianthera madisonii
- Acianthera magalhanesii (Pabst) F.Barros, Hoehnea 30(3): 186. 2003
- Acianthera malachantha (Rchb.f.) Pridgeon & M.W.Chase, Lindleyana 16(4): 244 (2001).
- Acianthera markii
- Acianthera martinezii
- Acianthera marumbyana (Garay) Luer, Monogr. Syst. Bot. Missouri Bot. Gard. 95: 254. 2004
- Acianthera melachila (Barb.Rodr.) Luer, Monogr. Syst. Bot. Missouri Bot. Gard. 95: 254. 2004
- Acianthera melanochthoda
- Acianthera melanoglossa
- Acianthera mendozae
- Acianthera mexiae
- Acianthera micrantha (Barb.Rodr.) Pridgeon & M.W.Chase, Lindleyana 16(4): 244 (2001).
- Acianthera minima
- Acianthera miqueliana (H.Focke) Pridgeon & M.W.Chase, Lindleyana 16(4): 244 (2001).
- Acianthera modestissima (Rchb.f. & Warm.) Pridgeon & M.W.Chase, Lindleyana 16(4): 244 (2001).
- Acianthera morenoi
- Acianthera morilloi
- Acianthera moronae
- Acianthera murex
- Acianthera murexoidea (Pabst) Pridgeon & M.W.Chase, Lindleyana 16(4): 245 (2001).
- Acianthera muscicola (Barb.Rodr.) Pridgeon & M.W.Chase, Lindleyana 16(4): 245 (2001).
- Acianthera muscosa
- Acianthera nemorosa (Barb.Rodr.) F.Barros, Hoehnea 30(3): 186. 2003
- Acianthera obscura
- Acianthera ochreata (Lindley) Pridgeon & M.W.Chase, Lindleyana 16(4): 245 (2001).
- Acianthera octophrys
- Acianthera odontotepala
- Acianthera ofella
- Acianthera oligantha (Barb.Rodr.) F.Barros, Hoehnea 30(3): 186. 2003
- Acianthera omissa
- Acianthera ophiantha
- Acianthera oscitans
- Acianthera pacayana
- Acianthera panduripetala (Barb.Rodr.) Pridgeon & M.W.Chase, Lindleyana 16(4): 245 (2001).
- Acianthera pantasmi
- Acianthera pantasmoides
- Acianthera papillosa (Lindley) Pridgeon & M.W.Chase, Lindleyana 16(4): 245 (2001).
- Acianthera parahybunensis (Barb.Rodr.) Luer, Monogr. Syst. Bot. Missouri Bot. Gard. 95: 254. 2004
- Acianthera papulifolia
- Acianthera pardipes (Rchb.f.) Pridgeon & M.W.Chase, Lindleyana 16(4): 245 (2001).
- Acianthera pariaensis
- Acianthera pavimentata (Rchb.f.) Pridgeon & M.W.Chase, Lindleyana 16(4): 245 (2001).
- Acianthera pazii
- Acianthera pectinata (Lindley) Pridgeon & M.W.Chase, Lindleyana 16(4): 245 (2001).
- Acianthera pernambucensis
- Acianthera phoenicoptera
- Acianthera prognatha
- Acianthera prolifera (Herb. ex Lindley) Pridgeon & M.W.Chase,  Lindleyana 16(4): 245 (2001).
- Acianthera pubescens (Lindley) Pridgeon & M.W.Chase, Lindleyana 16(4): 245 (2001).
- Acianthera punctatiflora
- Acianthera punicea
- Acianthera purpureoviolacea
- Acianthera quadricristata
- Acianthera quadriserrata
- Acianthera ramosa (Barb.Rodr.) F.Barros, Hoehnea 30(3): 186. 2003
- Acianthera recurva (Lindley) Pridgeon & M.W.Chase, Lindleyana 16(4): 246 (2001).
- Acianthera renipetala (Barb.Rodr.) Luer, Monogr. Syst. Bot. Missouri Bot. Gard. 95: 254. 2004
- Acianthera rinkei
- Acianthera rodrigoi
- Acianthera rodriguesii (Cogn.) Pridgeon & M.W.Chase, Lindleyana 16(4): 246 (2001).
- Acianthera rostellata (Barb.Rodr.) Luer, Monogr. Syst. Bot. Missouri Bot. Gard. 95: 254. 2004
- Acianthera rubroviridis
- Acianthera sandaliorum
- Acianthera sarcosepala
- Acianthera saundersiana (Rchb.f.) Pridgeon & M.W.Chase, Lindleyana 16(4): 246 (2001).
- Acianthera saurocephala (G.Lodd.) Pridgeon & M.W.Chase, Lindleyana 16(4): 246 (2001).
- Acianthera scalpricaulis
- Acianthera serpentula (Barb.Rodr.) F.Barros, Hoehnea 30(3): 187. 2003
- Acianthera serrulatipetala (Barb.Rodr.) Pridgeon & M.W.Chase, Lindleyana 16(4): 246 (2001).
- Acianthera sicaria
- Acianthera sicariopsis
- Acianthera sicula
- Acianthera silvae (Luer & Toscano) Luer, Monogr. Syst. Bot. Missouri Bot. Gard. 95: 254. 2004
- Acianthera sonderiana (Rchb.f.) Pridgeon & M.W.Chase, Lindleyana 16(4): 246 (2001).
- Acianthera sotoana
- Acianthera spilantha (Babr.Rodr.) Luer, Monogr. Syst. Bot. Missouri Bot. Gard. 112: 120 (2007).
- Acianthera strupifolia (Lindley) Pridgeon & M.W.Chase, Lindleyana 16(4): 246 (2001).
- Acianthera subrotundifolia
- Acianthera sulcata
- Acianthera sulphurea
- Acianthera teres (Lindley) Luer, Monogr. Syst. Bot. Missouri Bot. Gard. 95: 254. 2004
- Acianthera tikalensis
- Acianthera toachica
- Acianthera tokachii
- Acianthera translucida (Barb.Rodr.) Luer, Monogr. Syst. Bot. Missouri Bot. Gard. 95: 254. 2004
- Acianthera tricarinata (Poepp. & Endl.) Pridgeon & M.W.Chase, Lindleyana 16(4): 246 (2001).
- Acianthera tristis (Barb.Rodr.) Pridgeon & M.W.Chase, Lindleyana 16(4): 246 (2001).
- Acianthera unguicallosa
- Acianthera variegata
- Acianthera verecunda
- Acianthera violacea
- Acianthera violaceomaculata (Hoehne) Pridgeon & M.W.Chase, Lindleyana 16(4): 246 (2001).
- Acianthera venulosa
- Acianthera viridis
- Acianthera wageneriana (Klotzsch) Pridgeon & M.W.Chase, Lindleyana 16(4): 247 (2001).
- Acianthera wawraeana
- Acianthera welsiae-windischiae (Pabst) Pridgeon & M.W.Chase, Lindleyana 16(4): 247 (2001).
- Acianthera wyvern
- Acianthera yauaperyensis (Barb.Rodr.) Pridgeon & M.W.Chase, Lindleyana 16(4): 247 (2001).
- Acianthera zumbae